# Schulzensee (Mirow)
Der Schulzensee bei Mirow im Landkreis Mecklenburgische Seenplatte, Mecklenburg-Vorpommern, ist einer von drei Seen mit diesem Namen im Stadtgebiet. Der nächstgrößere Schulzensee beim Ortsteil Starsow liegt 2 Kilometer, der Schulzensee beim Ortsteil Peetsch und größte der drei Seen 4,5 Kilometer entfernt.
Der ovale See hat eine Größe von 6,9 Hektar bei einer maximalen Ausdehnung von 370 Meter mal 210 Meter und liegt auf 58,6 m ü. NHN. Ein Graben am Nordende entwässert zum nur 130 Meter entfernten Mirower See, der ihn nördlich und östlich umgibt.
Seine nordwestlichen Ufer sind waldbestanden, zum Mirower See hin auch versumpft. Die anderen Ufer sind von Wiesen umgeben. Nur 170 Meter entfernt führt die B 198 von Mirow nach Rechlin westlich an ihm vorbei.

## Nachweise
1. ↑  Geodatenviewer des Amtes für Geoinformation, Vermessungs- und Katasterwesen Mecklenburg-Vorpommern (Hinweise)